# Gaertnera letouzeyi
Gaertnera letouzeyi är en måreväxtart som beskrevs av Simon T. Malcomber. Gaertnera letouzeyi ingår i släktet Gaertnera och familjen måreväxter. Inga underarter finns listade i Catalogue of Life.